# Drymusa nubila
Drymusa nubila és una espècie d'aranya araneomorfa de la família dels drimúsids (Drymusidae). És endèmica de l'illa de Sant-Vincent a Saint Vincent i les Grenadines, a les Antilles. La femella holotip fa 4 mm.